# Terrifyer
Terrifyer è il terzo album dei Pig Destroyer, pubblicato nel 2004 dalla Relapse Records.

## Tracce
Tutti i brani sono di J.R. Hayes.
1. Intro - 0:41
2. Pretty in Casts - 1:16
3. Boy Constrictor - 0:58
4. Scarlet Hourglass - 0:57
5. Thumbsucker - 1:33
6. Gravedancer - 3:00
7. Lost Cause - 0:54
8. Sourheart - 0:53
9. Towering Flesh - 3:34
10. Song of Filth - 0:41
11. Verminess - 1:16
12. Torture Ballad - 1:20
13. Restraining Order Blues - 1:31
14. Carrion Fairy - 2:30
15. Downpour Girl - 1:29
16. Soft Assassin - 1:26
17. Dead Carnations - 1:30
18. Crippled Horses - 1:34
19. The Gentleman - 1:23
20. Crawl of Time - 1:30
21. Terrifyer - 2:11
22. Natasha [DVD Audio] - 37:55

## Formazione
- Brian Harvey - batteria
- J.R. Hayes - voce
- Scott Hull - chitarra, basso